# Isopolia hoenei
Isopolia hoenei är en fjärilsart som beskrevs av Charles Boursin 1958. Isopolia hoenei ingår i släktet Isopolia och familjen nattflyn. Inga underarter finns listade i Catalogue of Life.